# فرودگاه تداراکاتی فرود شاتل
فرودگاه تداراکاتی فرود شاتل  (به انگلیسی: Shuttle Landing Facility) یک فرودگاه است . این فرودگاه در کشور ایالات متحده آمریکا قرار دارد .